# اسکات گرت
اسکات گرت (به انگلیسی: Scott Garrett) نمایندهٔ حوزه انتخابیه پنجم نیوجرسی از حزب جمهوری‌خواه ایالات متحده آمریکا در مجلس نمایندگان ایالات متحده آمریکا است که برای نخستین‌بار در ۱۳ ژانویه ۲۰۰۳ میلادی به‌عضویت این مجلس درآمد.